# Naji (namn)
Naji är ett könsneutralt förnamn.

## Sverige
180 män har namnet i Sverige och 98 kvinnor. Flest män bär namnet i Stockholm där 54 män har namnet och flest kvinnor bär namnet i Skåne där 31 kvinnor har namnet.